# アシンタド
『アシンタド』（フィリピン語： Asintado）は、2018年のフィリピンのテレビドラマ。 ABS-CBNで2018年1月15日に初公開された。